# ایوان منحصربه‌فرد (فیلم)
ایوان منحصربه‌فرد (به انگلیسی: The One and Only Ivan) یک فیلم درام و فانتزی آمریکایی محصول سال ۲۰۲۰ میلادی به کارگردانی تئا شاروک است. فیلمنامه این اثر توسط مایک وایت و بر اساس رمان کودکانه‌ای با همین نام نوشته شده‌است. سم راکول به عنوان صدا پیشه ایوان (گوریل) است. آنجلینا جولی، برایان کرانستون، رامون رودریگز، پرنس بروکلین، آریانا گرینبلات، دنی دویتو، و هلن میرن نیز در این فیلم صداپیشه دیگر کاراکترها هستند.
این اثر در تاریخ ۲۱ اوت سال ۲۰۲۰ توسط کمپانی استودیو سینمایی والت دیزنی منتشر شد.

## داستان
فیلم داستان یک گوریل به‌نام ایوان را روایت می‌کند که در یک مرکز خرید بزرگ در قفس زندگی می‌کند. زندگی ایوان پس از آشنا شدن با یک فیل به‌نام راب کاملاً تغییر می‌کند و در این فروشگاه یک سگ ولگرد به‌نام باب هم حضور دارد. ایوان به کمک راب خاطرات پیش از حضور در این فروشگاه و قفس را به یاد می‌آورد و او هم به راب کمک می‌کند تا قطعه‌های گذشته‌اش را کنار هم قرار دهد تا طرحی برای فرار از این قفس و فروشگاه پیدا کنند.

## اکران
فیلم در ۲۱ اوت سال ۲۰۲۰ منتشر شد.